# HD69682
HD69682 — хімічно пекулярна зоря спектрального класу F0, що має видиму зоряну величину в смузі V приблизно  6,5.
Вона  розташована на відстані близько 204,6 світлових років від Сонця.

## Фізичні характеристики
Зоря HD69682 обертається 
порівняно повільно 
навколо своєї осі. Проєкція її екваторіальної швидкості на промінь зору становить  Vsin(i)= 28км/сек.